# Chlumčany u Dobřan
Chlumčany u Dobřan – stacja kolejowa w Chlumčanach, w kraju pilzneńskim, w Czechach. Położona jest na wysokości 375 m n.p.m.
Na stacji nie ma możliwości zakupu biletów, a obsługa podróżnych odbywa się w pociągiu. 

## Linie kolejowe
- 183 Plzeň - Klatovy - Železná Ruda-Alžbětín